# Obrium elongatum
Obrium elongatum es una especie de escarabajo longicornio del género Obrium, clasificada en la tribu Obriini, de la subfamilia Cerambycinae. Fue descrita por Niisato en 1998.
La especie mide 4,8 mm de longitud y el período de actividad en adultos se presenta en marzo, abril y mayo. Se distribuye por Laos y Vietnam.